# Düsseldorf University Press
Der Universitätsverlag Düsseldorf University Press (in der Schreibweise des Verlags düsseldorf university press (dup)) ist ein An-Institut der Heinrich-Heine-Universität in Düsseldorf.
Der Wissenschaftsverlag wurde im Juli 2008 von den Professoren Hans Süssmuth, Detlev Riesner, H. Jörg Thieme und Winfried Hamel gegründet. Derzeitige Geschäftsführer sind Dieter Häussinger sowie der Buchhändler und Geschäftsmann Wolfgang Teubig. Düsseldorf University Press ist Mitglied der Arbeitsgemeinschaft Universitätsverlage.
Die Düsseldorf University Press ist seit 2018 ein Imprint der Walter de Gruyter GmbH.

## Ziele
Der Verlag Düsseldorf University Press hat das Ziel, Forschungsergebnisse der Heinrich-Heine-Universität und anderer Universitäten zu veröffentlichen. Verlegt werden insbesondere Titel aus den Bereichen Medizin, Naturwissenschaften, Geistes- und Sozialwissenschaften sowie aus den Wirtschafts- und den Rechtswissenschaften.

## Geschichte der Verlagsgründung
Am 7. Juli 2008 wurde im Heinrich-Heine-Saal der Heinrich-Heine-Universität Düsseldorf die düsseldorf university press GmbH gegründet. Die Vorgeschichte der Gründung beginnt allerdings im Jahr 2007. Der Initiator des Projektes düsseldorf university press, Professor Hans Süssmuth, hatte die Professoren Detlev Riesner, Winfried Hamel und H. Jörg Thieme als Mitglieder des Gründungsrates gewinnen können. Diese Vierergruppe diskutierte das Konzept des Wissenschaftsverlags, begleitete den Prozess der Verlagsgründung bis zur Implementierung und engagiert sich seitdem in verschiedenen Organen der düsseldorf university press GmbH.
Das Rektorat der Heinrich-Heine-Universität stimmte in seiner Sitzung am 24. Mai 2007 „einer Beteiligung der Hochschule an dem zu gründenden Verlag düsseldorf university press GmbH“ zu. Um den Geschäftsbetrieb am 1. September 2007 aufnehmen zu können, wurde eine Gesellschaft bürgerlichen Rechts (GbR) als Vorgründungsgesellschaft etabliert. So wurde es möglich, die Festschrift 100 Jahre Hochschulmedizin in Düsseldorf 1907 - 2007 bei der düsseldorf university press zu verlegen.
Es war von vornherein beabsichtigt, die GbR in eine Gesellschaft mit beschränkter Haftung (GmbH) umzuwandeln, sobald der Gesellschafterkreis feststand und die Satzung erarbeitet war. Gesellschafter und Geschäftsführer der GbR waren die Professoren Winfried Hamel und Hans Süssmuth.
Das Ministerium für Innovation, Wissenschaft, Forschung und Technologie des Landes Nordrhein-Westfalen (MIWFT) gab der Heinrich-Heine-Universität durch Erlass vom 18. September 2007 seine Zustimmung zu „unternehmerischer Hochschultätigkeit [...] in Form einer Beteiligung an einer düsseldorf university press GmbH.“ Damit war der Weg frei für die Erarbeitung einer Satzung und eines Kooperationsvertrages zwischen der düsseldorf university press und der Heinrich-Heine-Universität. Den Satzungsentwurf erarbeitete Professor Hamel, den Kooperationsvertrag Professor Süssmuth in Zusammenarbeit mit der Juristin Kirsten Ugowski aus dem Justiziariat der Heinrich-Heine-Universität. In der Gesellschafterversammlung am 7. Juli 2008 wurde die Satzung verabschiedet. Am 8. Oktober 2008 verlieh das Rektorat der düsseldorf university press GmbH den Status eines An-Instituts und folgte damit den Überlegungen des MIWFT in dessen Erlass vom 18. September 2007 und dem Antrag der Gründergruppe. In der Rektoratssitzung vom 29. Januar 2009 wurde ein Kooperationsvertrag zwischen der Heinrich-Heine-Universität und düsseldorf university press geschlossen.
Der Wissenschaftsverlag De Gruyter, Berlin, übernahm im Sommer 2018 rückwirkend zum 1. Januar 2018 den Verlag Düsseldorf University Press (dup). De Gruyter ist seitdem in Düsseldorf mit der dup-Koordinationsstelle präsent und koordiniert durch einen Wissenschaftlichen Beirat die Zusammenarbeit zwischen Verlag und Autoren.

## Wissenschaftlicher Beirat
Dem wissenschaftlichen Beirat (Advisory Board) gehören derzeit 15 Universitätsprofessoren aller Wissenschaftsbereiche sowie ein Vertreter der Universitäts- und Landesbibliothek Düsseldorf an.

## Spektrum
Das Spektrum der Publikationen reicht von wissenschaftlichen Monografien, Sammelbänden und Reihen über Qualifikationsschriften, Festschriften, Lehrbücher und Studienmaterialien bis zu wissenschaftlichen Ratgebern. Die Veröffentlichungen des Verlags erscheinen als Druckwerke und/oder als Publikationen im Internet oder in anderen geeigneten Medien und Formen wissenschaftlicher Information und Kommunikation. Alle Publikationen können auch als elektronische Versionen veröffentlicht werden. Der Verlag bietet zudem Nachwuchswissenschaftlern eine Plattform, ihre Forschungsergebnisse der Öffentlichkeit zugänglich zu machen.
Der Universitätsverlag veröffentlicht im Jahr durchschnittlich 30 Bücher.

## Kooperationen
Düsseldorf University Press kooperiert mit Foreign Language Teaching and Research Press in Beijing der Pekinger Fremdsprachenuniversität.